# Église Saint-Timothée de Paussac
L'église Saint-Timothée est une église catholique située à Paussac-et-Saint-Vivien, en France.

## Localisation
L'église est située dans le quart nord-ouest du département français de la Dordogne, en Ribéracois, sur la commune de Paussac-et-Saint-Vivien, en bordure de la route départementale 93, au cœur du bourg de Paussac.

## Historique
Le style de l'église de Paussac permet de dater la construction des deux travées de la nef du milieu du XIIe siècle. 

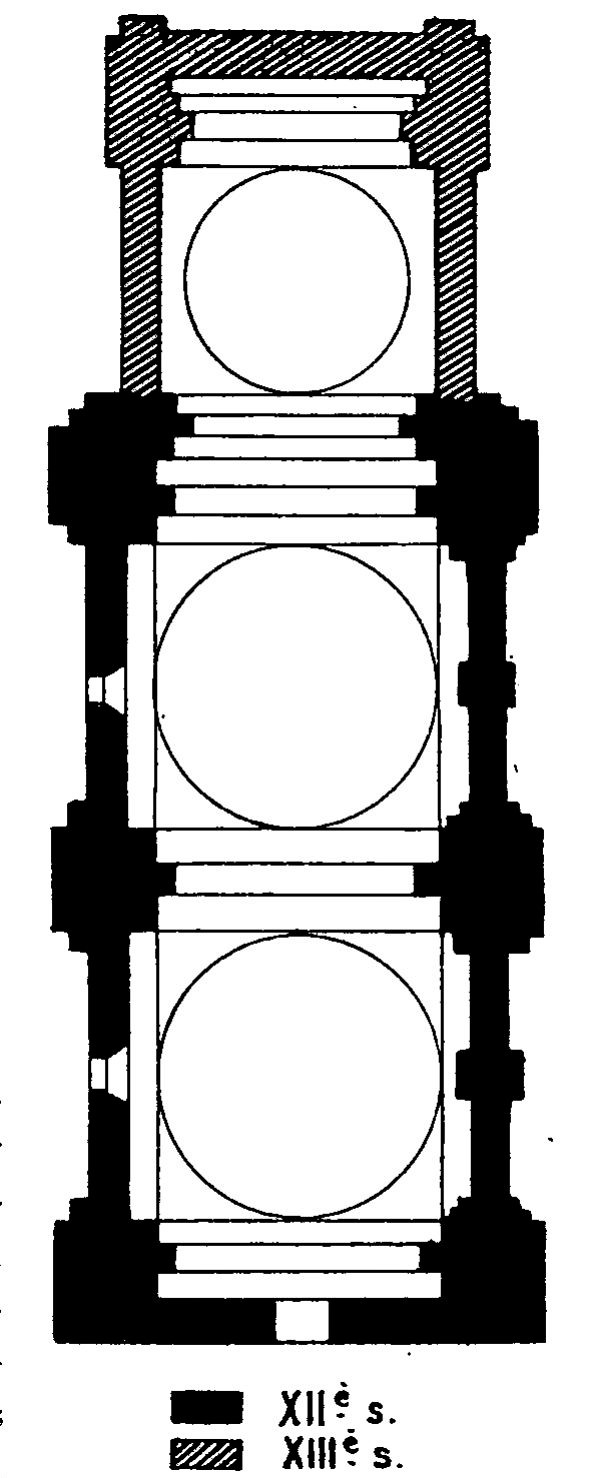
Plan de l'église
Congrès archéologique de France (1927)

Le mur sud de l'église a subi un remaniement très important à la fin du XIIe siècle pour lui donner une décoration architecturale. Le remplissage des arcs formerets a été démoli et remplacé par une muraille moins épaisse pour appliquer une décoration semblable sur les deux faces. Dans la partie inférieure du mur s'ouvrent en creux sur le parement de la muraille les deux arcs de la décoration sculptée identiques à ceux côté intérieur, séparés par un piédroit pris dans l'épaisseur du mur. Les bandeaux à têtes de clous sont surmontés de baies étroites. Le mur nord a conservé son épaisseur primitive.
D'après le style des chapiteaux de la fenêtre du chevet, l'église a été allongée au début du XIIIe siècle en substituant à l'abside primitive la travée droite du chœur à chevet droit plus étroite que la nef comme cela a été fait à l'église Saint-Étienne-de-la-Cité, à l'église de Grand-Brassac et à l'église de Saint-Avit-Sénieur.
Toutes les travées sont couvertes de coupoles sur pendentifs.
Le mur sud  est couronné par un crénelage qui porte la toiture. En dessous se trouve une rangée de consoles de mâchicoulis qui semblent dater du XVe siècle. Dans la travée est du mur sud de la nef, la porte en accolade a dû être ouverte au XVe siècle.

## Protection
L'édifice est classé au titre des monuments historiques le 4 septembre 1902.

## Galerie

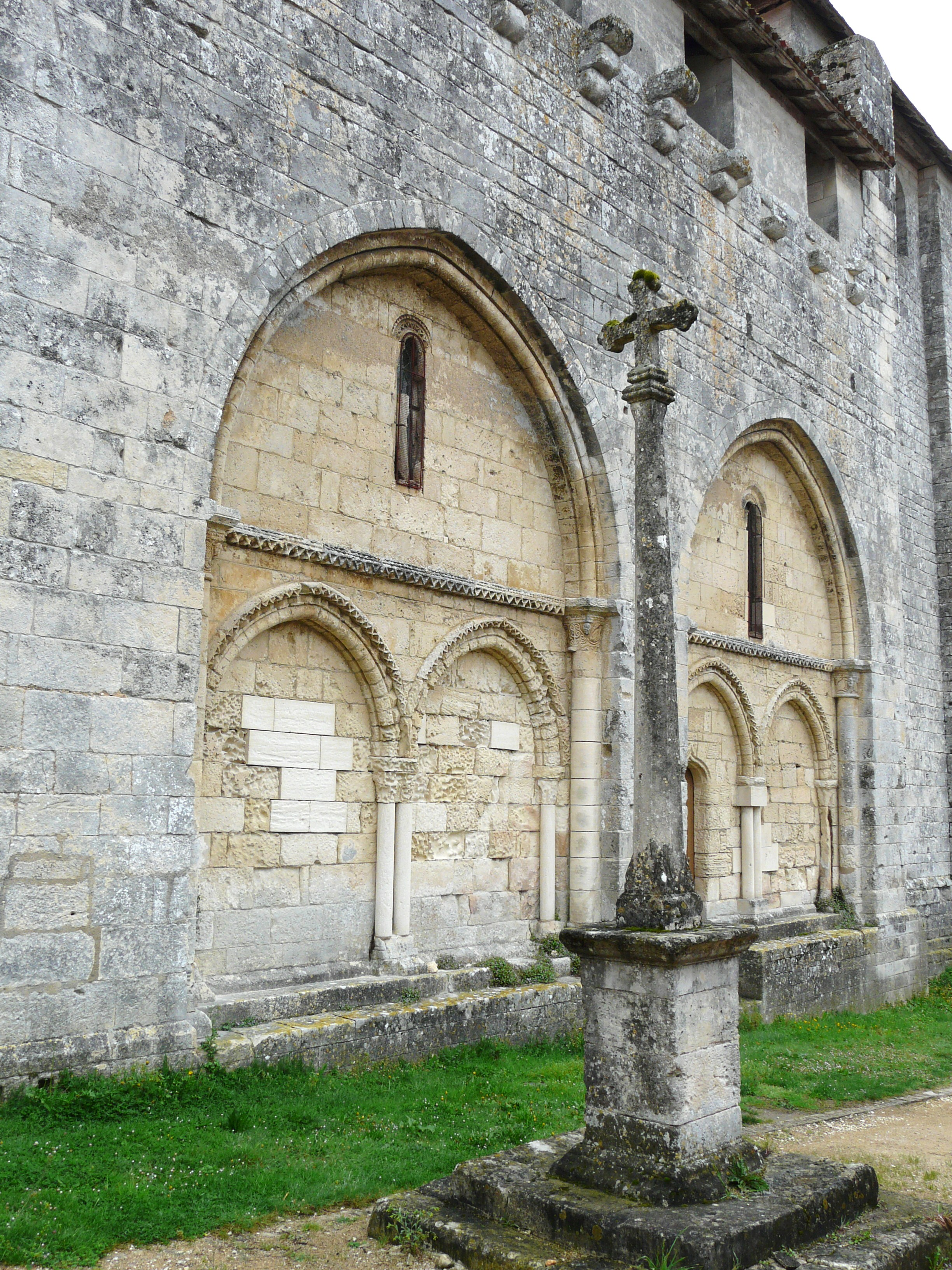
Décoration des arcatures extérieures du mur sud et mâchicoulis.
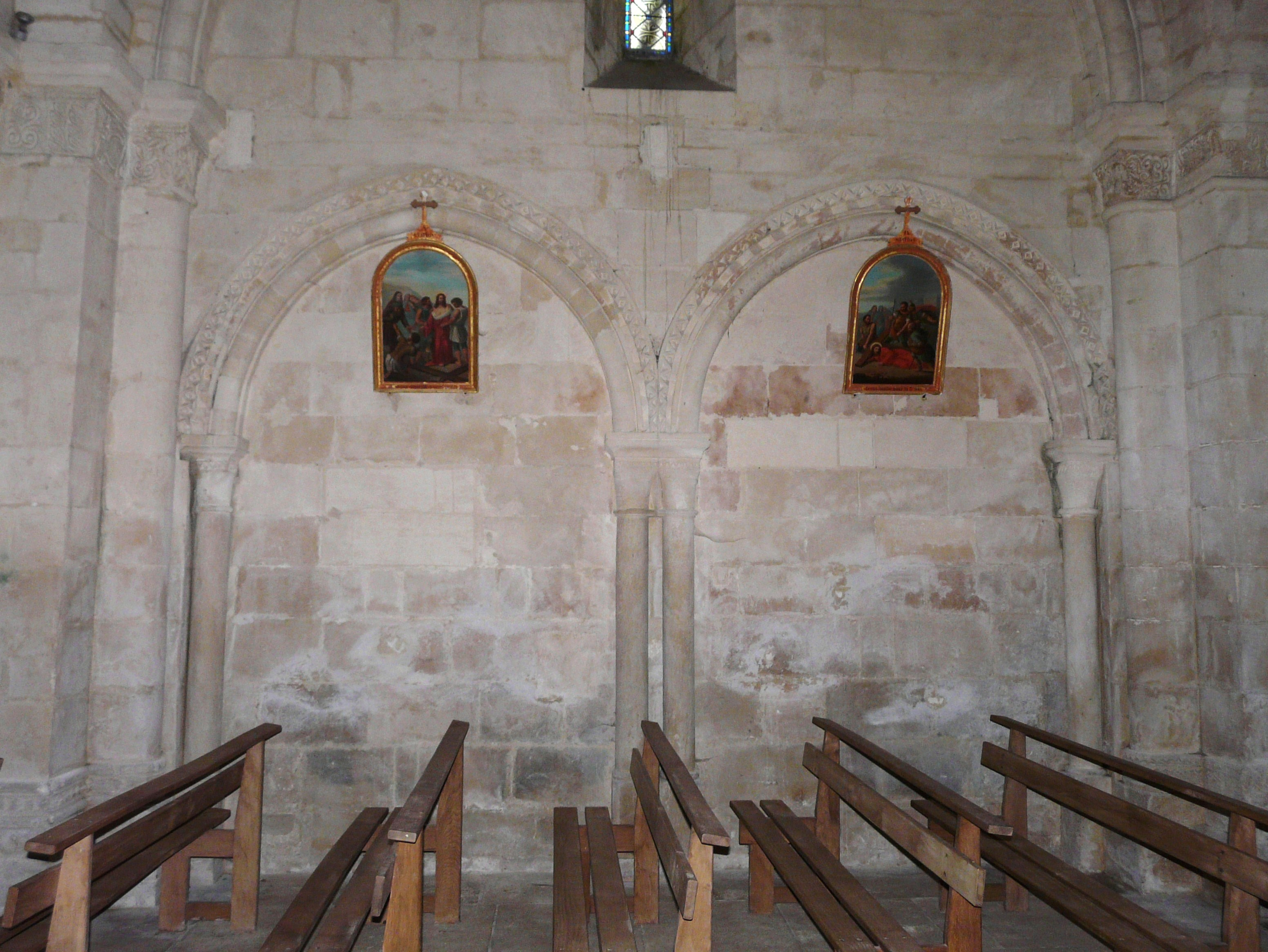
Décoration des arcatures intérieures.
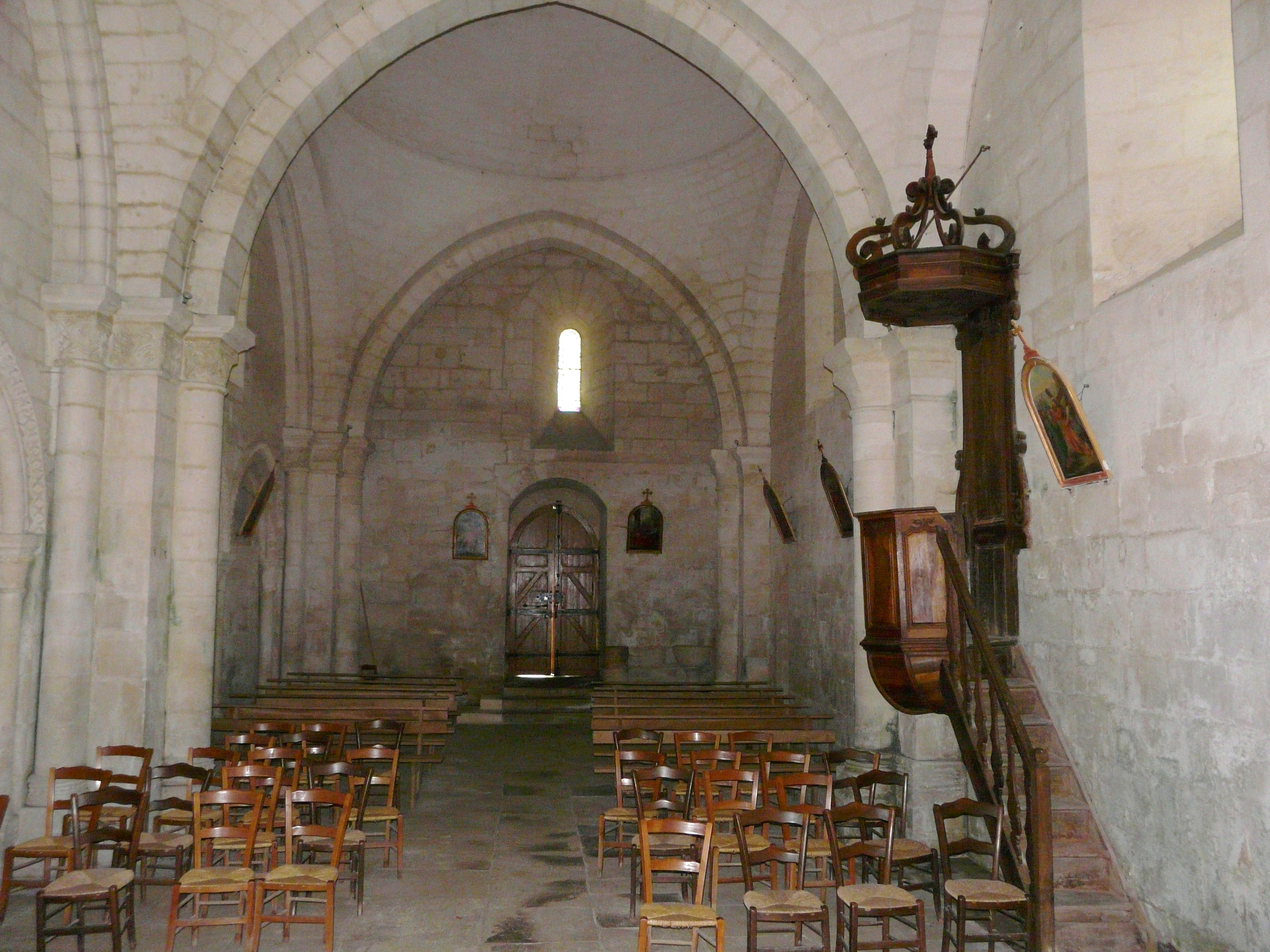
Vue de la nef, vers le portail.
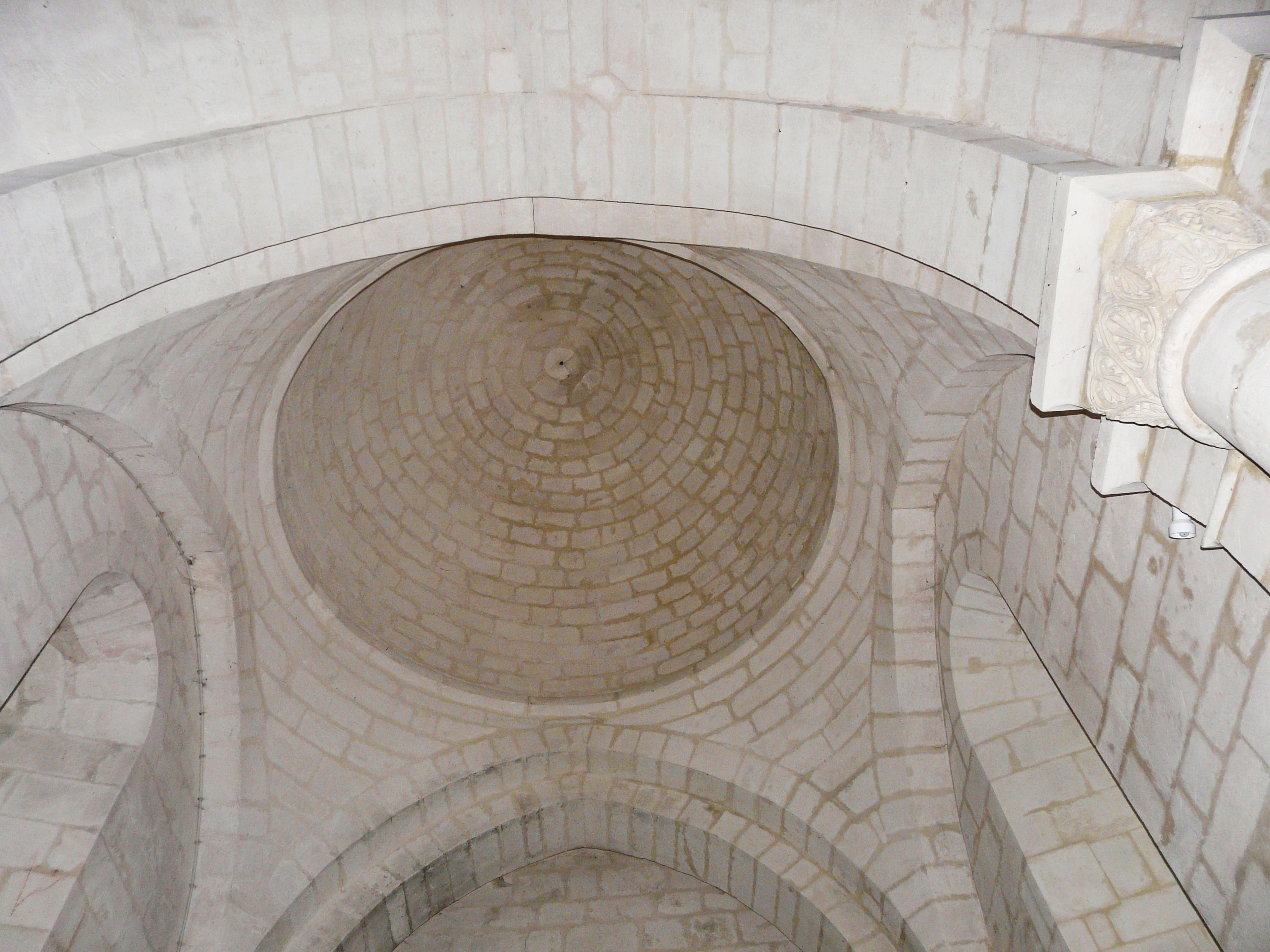
Coupole de la nef sur pendentifs.
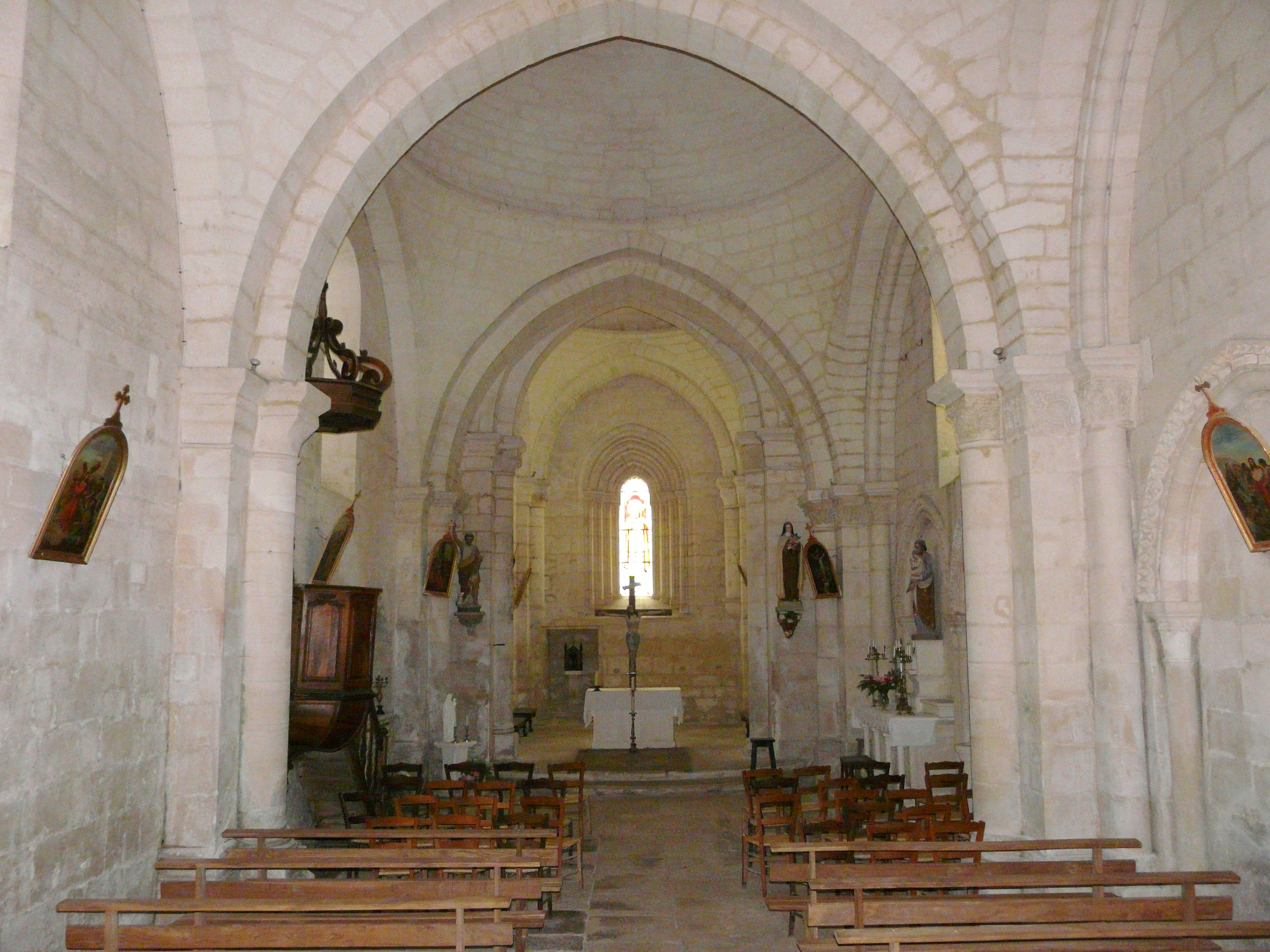
Vue de la nef vers le chœur.
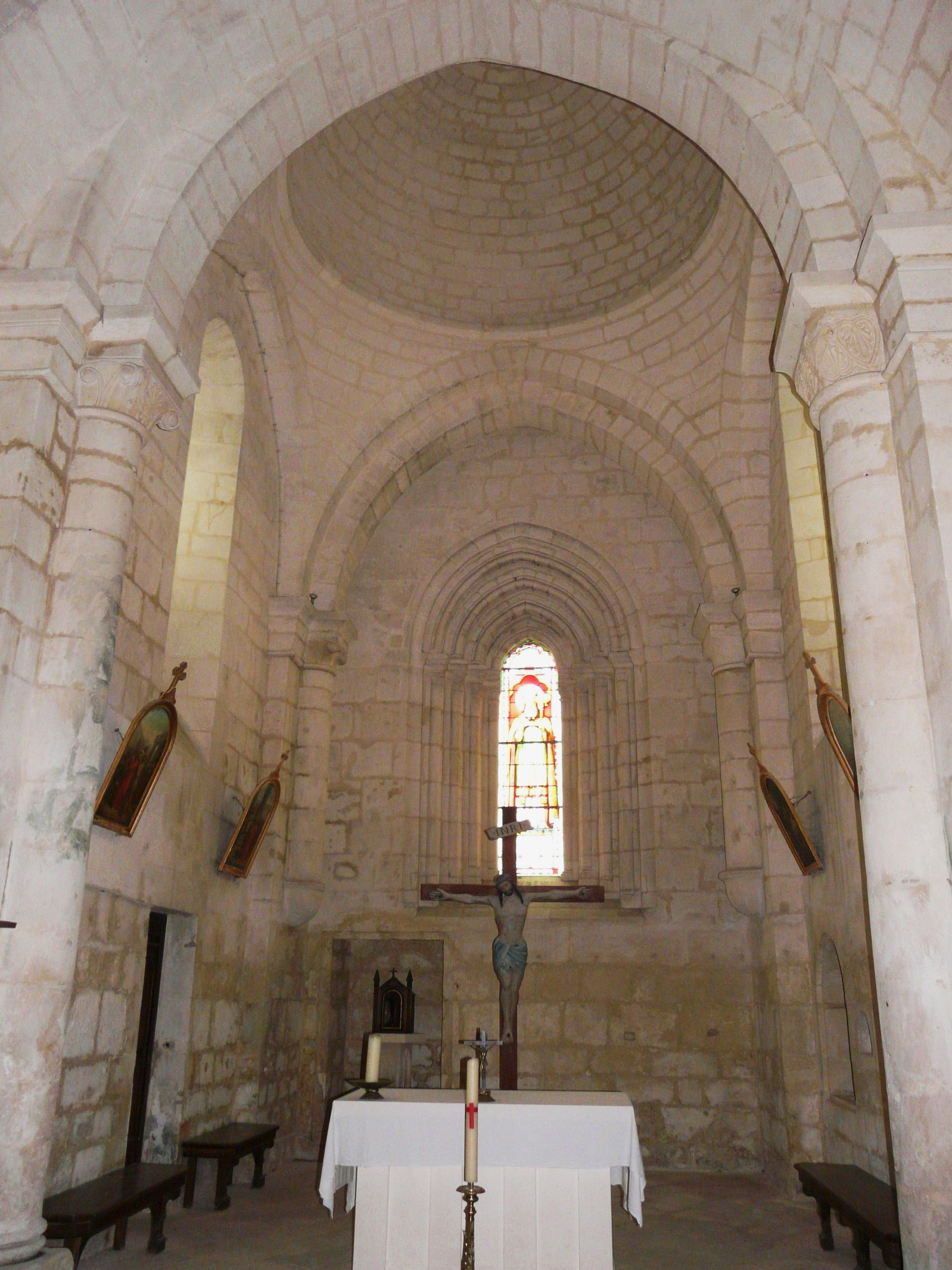
Le chœur.
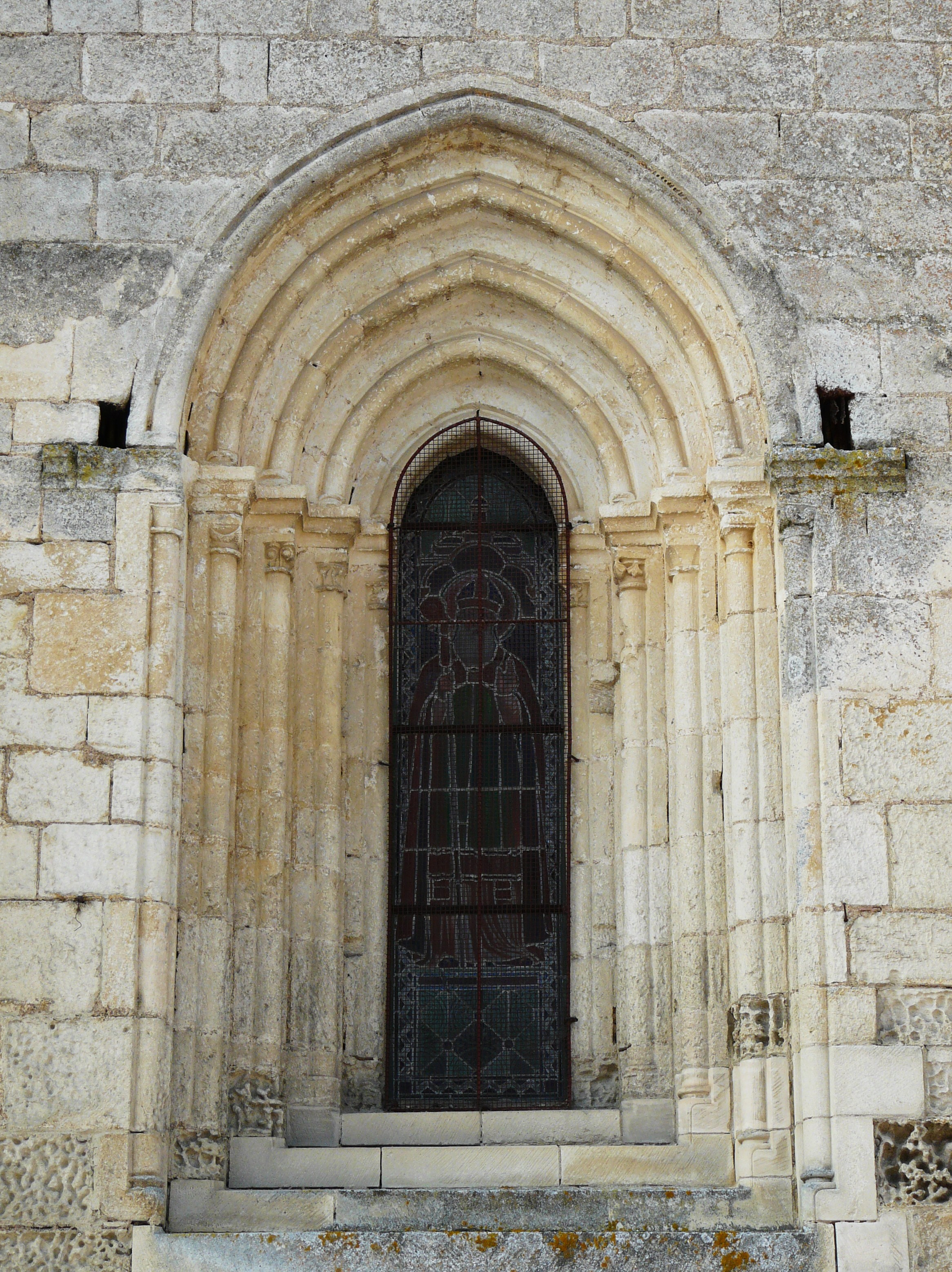
Fenêtre du chevet.
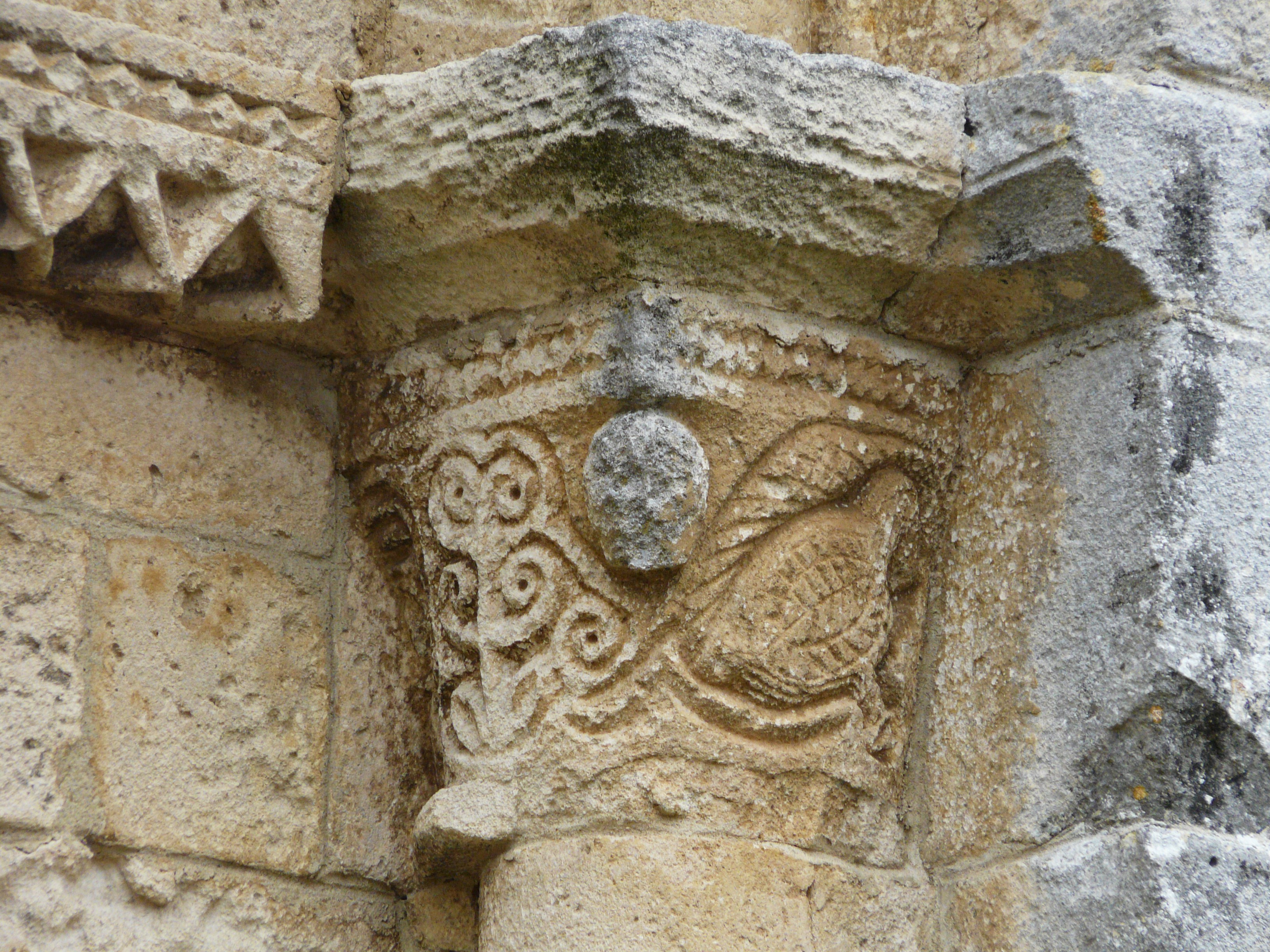
Chapiteau du mur sud.
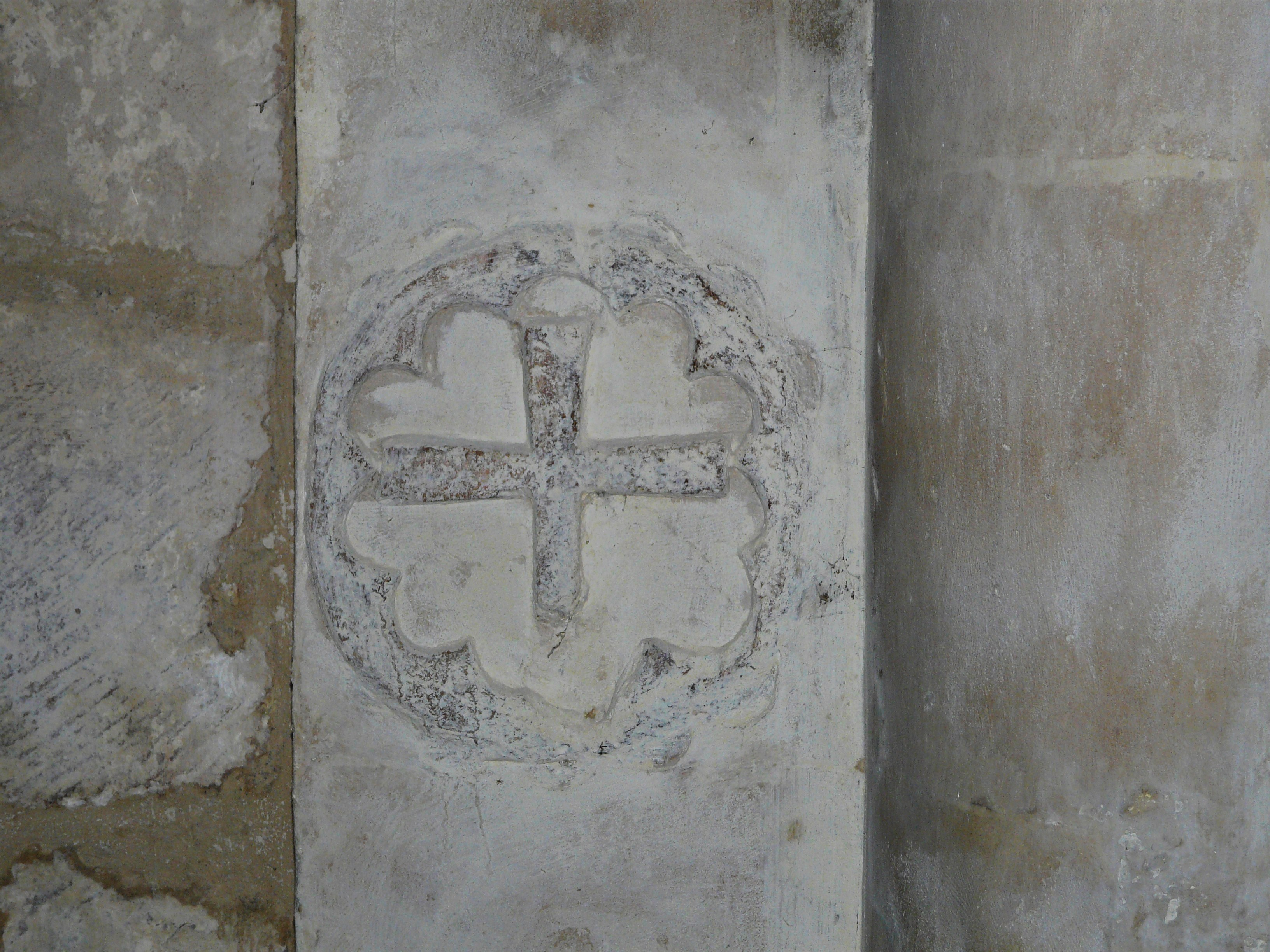
Croix de consécration.